# Hartmut Petzold
Hartmut Petzold (* 10. Juli 1944) war Kurator für Informatik, Automatik sowie Zeitmessung am Deutschen Museum in München.

## Leben und Wirken
Er studierte an der TU Berlin Elektrotechnik und Geschichte und erwarb zunächst den akademischen Grad Dipl.-Ing. (Nachrichtentechnik), 1983 wurde er auf Grundlage der (1985 in gekürzter Fassung publizierten, für die deutsche Computergeschichte grundlegenden) Dissertation Rechnende Maschinen – eine historische Untersuchung ihrer Herstellung und Anwendung vom Kaiserreich bis zur Bundesrepublik zum Dr.-Ing. promoviert. Er war Redakteur der Zeitschrift Technikgeschichte. Von 1. Oktober 1988 bis 30. Juni 2009 war Petzold Kurator für die Abteilungen Informatik und Automatik sowie Zeitmessung im Deutschen Museum in München, von 1989 bis 2004 Lehrbeauftragter an der Technischen Universität München.

## Veröffentlichungen
- Die Ermittlung des „Standes der Technik“ und der „Erfindungshöhe“ beim Patentverfahren Z 391. Dokumentation nach den Zuse-Papieren. GMD-Studien, Band 59. Gesellschaft für Mathematik und Datenverarbeitung, Sankt Augustin 1981, ISBN 3-88457-015-3.
- Rechnende Maschinen : eine historische Untersuchung ihrer Herstellung und Anwendung vom Kaiserreich bis zur Bundesrepublik, Düsseldorf: VDI-Verlag 1985, ISBN 978-3-18-150041-5.
- Zur Entstehung der elektronischen Technologie in Deutschland und den USA. Der Beginn der Massenproduktion von Elektronenröhren 1912–1918. In: Geschichte und Gesellschaft. Zeitschrift für historische Sozialwissenschaft. Band 13.1987. Vandenhoeck & Ruprecht, Göttingen 1987, ISSN 0340-613X, S. 340–367.
- Moderne Rechenkünstler. Die Industrialisierung der Rechentechnik in Deutschland. Beck, München 1992, ISBN 3-406-35755-5.
- Some problems of radar systems historiography. (englisch). In: Oskar Blumtritt (Hrsg.), — (Hrsg.), William Aspray (Hrsg.): Tracking the history of radar. Deutsches Museum, München 1994, ISBN 0-7803-9987-0, S. 247–266. – Volltext online (PDF, 40 MB).
- Quarzzeit, Uhrentechnik, Zeitmeßbürokratie. In: Michael Grüttner u. a. (Hrsg.): Geschichte und Emanzipation. Festschrift für Reinhard Rürup. Campus-Verlag, Frankfurt am Main (u. a.) 1999, ISBN 3-593-36202-3, S. 553–569.
- Konrad Zuse and Industrial Manufacturing of Electronic Computers in Germany. (englisch). In: Raúl Rojas (Hrsg.): The first computers. History and architectures. History of computing. MIT Press, Cambridge (Mass.) 2002, ISBN 978-0-262-68137-7, S. 315–322.
- Öffentliche und private Uhren in der Stadt. Uhren als Indizien für Veränderungen städtischen Umgangs mit der Zeit. In: Willibald Katzinger (Hrsg.): Zeitbegriff. Zeitmessung und Zeitverständnis im städtischen Kontext. Beiträge zur Geschichte der Städte Mitteleuropas, Band 17. Österreichischer Arbeitskreis für Stadtgeschichtsforschung, Linz an der Donau 2002, ISBN 3-900387-57-5, S. 107–128.
- „Technikmuseum“ – Begegnungen mit historischtechnischen Objekten im Deutschen Museum. In: Michael Matthes (Hrsg.), Marc-Denis Weitze (Hrsg.): Mitteilungen und Berichte aus dem Institut für Museumskunde. Heft 26.2003. Staatliche Museen zu Berlin – Preußischer Kulturbesitz, Berlin 2003, ISSN 1436-4166, S. 15–21. – Volltext online (PDF; 5,8 MB) (Memento vom 19. Oktober 2007 im Internet Archive).
- Eine Informatiktagung vor der Gründung der Informatik. Die Darmstädter Konferenz von 1955. In: Rudolf Seising (Hrsg.): Form, Zahl, Ordnung. Studien zur Wissenschafts- und Technikgeschichte. Ivo Schneider zum 65. Geburtstag. Boethius, Band 48. Steiner, Stuttgart 2004, ISBN 3-515-08525-4, S. 759–782.
- Das Papier in der Kommunikation zwischen Mensch und Maschine. In: Armin B. Cremers (Hrsg.): Informatik 2005 – Informatik LIVE! Beiträge der 35. Jahrestagung der Gesellschaft für Informatik e.V. (GI), 19.–22. September 2005 in Bonn. Band 1. GI-Edition, Proceedings, Band 67. Gesellschaft für Informatik, Bonn 2005, ISBN 3-88579-396-2, S. 215 f.
- Zum Beitrag von Nikolaus Joachim Lehmann für die Herausbildung der Informatik in der DDR. In: Friedrich Naumann (Hrsg.), Gabriele Schade (Hrsg.): Informatik in der DDR – eine Bilanz. Tagungsband zu den Symposien 7. bis 8. Oktober 2004 in Chemnitz, 11. bis 12. Mai in Erfurt. GI-Edition, Thematics, Band 2007/1. Köllen, Bonn 2007, ISBN 978-3-88579-420-2, S. 104–115.
- Die Maschine „Z“. Dem Computerpionier Konrad Zuse zum 100. Geburtstag. In: Kultur & Technik. Jahrgang 34 (2010), Heft 32, Beck, München 2010, ISSN 0344-5690, S. 42–47, .

## Preise, Auszeichnungen, Ehrungen
- Publikationspreis des Deutschen Museums, Sektion Forschung, 2000 (gemeinsam mit Thomas Wieland) [8]
- Festschrift für Hartmut Petzold zum 65. Geburtstag (siehe: Literatur)
- Rechnende Maschinen: Ein Kolloquium zum 65. Geburtstag von Hartmut Petzold, abgehalten am 10. Juli 2009 im Deutschen Museum, München. [6]